# Christian Wahle
Christian Wahle (* 14. Januar 1884 in Neumünster; † 24. Oktober 1969 in Braunschweig) war ein deutscher Opernsänger (Tenor) und Gesangslehrer.

## Leben
Der aus Neumünster gebürtige Christian Wahle erhielt seine Gesangsausbildung in Berlin, München, Rom und Mailand. 1909 debütierte er am Hoftheater in Sondershausen, in der Spielzeit 1911/12 wechselte er an das Stadttheater in Plauen. Nach einer Gastspieltätigkeit wurde er 1914 an das Opernhaus in Düsseldorf, 1916 an die Königliche Hofoper in Stuttgart engagiert. Wahle, der seit 1917 Gastspiele gab, wurde 1919 an das Stadttheater von Bern verpflichtet. 1922 nahm er ein Angebot des Landestheaters Braunschweig an, dessen Ensemble er bis 1940 angehörte. In der Folge lebte er als Gesangspädagoge in Berlin.
Zusätzlich führten ihn Gastspielengagements unter anderem an die Münchner Staatsoper, die Semperoper, das Opernhaus Zürich, das Stadttheater Basel sowie nach Oslo, Kopenhagen, Belgien, Frankreich und Russland. Christian Wahle, der auch als Liedersänger Erfolge feierte, begann als lyrischer Tenor, wechselte später mit Partien wie dem Tannhäuser, Tristan und Otello in das heldische Fach.